# Eigentliche Modellstruktur
Eine eigentliche Modellstruktur ist im mathematischen Teilgebiet der Höheren Kategorientheorie eine Modellstruktur, welche zusätzlich deren schwache Äquivalenzen bei Faserprodukten entlang von Faserungen, genannt linkseigentlich, oder Kofaserprodukten entlang von Kofaserungen, genannt rechtseigentlich, erhält. Hilfreich ist diese Eigenschaft vor allem bei der Konstruktion von schwachen Äquivalenzen und dadurch der Suche nach isomorphen Objekten in der Homotopiekategorie der Modellkategorie.

## Definition
Für jede Modellkategorie gilt:
- Kofaserprodukte von schwachen Äquivalenzen zwischen kofasernden Objekten entlang von Kofaserungen sind wieder schwache Äquivalenzen.
- Faserprodukte von schwachen Äquivalenzen zwischen fasernden Objekten entlang von Faserungen sind wieder schwache Äquivalenzen.

Eine Modellkategorie wird:
- linkseigentlich genannt, wenn Kofaserprodukte von schwachen Äquivalenzen entlang von Kofaserungen wieder schwache Äquivalenzen sind.
- rechtseigentlich genannt, wenn Faserprodukte von schwachen Äquivalenzen entlang von Faserungen wieder schwache Äquivalenzen sind.
- eigentlich genannt, wenn sie linkseigentlich und rechtseigentlich ist.

## Eigenschaften
- Eine Modellkategorie, in der alle Objekte kofasernd sind, ist linkseigentlich.[3]
- Eine Modellkategorie, in der alle Objekte fasernd sind, ist rechtseigentlich.[3]

Für eine Modellkategorie {\displaystyle {\mathcal {M}}} und einen Morphismus {\displaystyle f\colon X\rightarrow Y} in dieser gibt es durch Vorkomposition einen Funktor {\displaystyle f^{*}\colon Y\backslash {\mathcal {M}}\rightarrow X\backslash {\mathcal {M}}} und durch Nachkomposition einen Funktor {\displaystyle f_{*}\colon {\mathcal {M}}/X\rightarrow {\mathcal {M}}/Y}. Zudem definiert das Kofaserprodukt einen Funktor {\displaystyle Y+_{X}-\colon X\backslash {\mathcal {M}}\rightarrow Y\backslash {\mathcal {M}}} und das Faserprodukt einen Funktor {\displaystyle X\times _{Y}-\colon {\mathcal {M}}/Y\rightarrow {\mathcal {M}}/X}. Es gilt:
- {\displaystyle {\mathcal {M}}} ist linkseigentlich genau dann wenn für jede schwache Äquivalenz {\displaystyle f\colon X\rightarrow Y} die Adjunktion {\displaystyle f_{*}\colon {\mathcal {M}}/X\rightarrow {\mathcal {M}}/Y\colon X\times _{Y}-} eine Quillen-Adjunktion ist.
- {\displaystyle {\mathcal {M}}} ist rechtseigentlich genau dann wenn für jede schwache Äquivalenz {\displaystyle f\colon X\rightarrow Y} die Adjunktion {\displaystyle Y+_{X}-\colon X\backslash {\mathcal {M}}\rightarrow Y\backslash {\mathcal {M}}\colon f^{*}} eine Quillen-Adjunktion ist.

## Beispiele
- Die Joyal-Modellstruktur ist linkseigentlich,[5] aber nicht rechtseigentlich.[6] Linkseigentlichkeit folgt daraus, dass alle Objekte kofasernd sind.
- Die Kan-Quillen-Modellstruktur ist eigentlich.[7][8] Linkseigentlichkeit folgt daraus, dass alle Objekte kofasernd sind.